# 溝子墘 (臺中市)
溝子墘，原寫為溝仔墘，是臺灣臺中市南屯區的一個傳統地域名稱，位於該區東北部。相較於今日行政區，其範圍大致包括三義里東北端、溝墘里不含西南端及北部邊界地帶中段、大業里不含最北端、惠中里不含西北端及東南端、田心里北部凸出部分的大部分地區及西北端、文心里北端，以及西區公正里西北端、西區公平里西北端、西屯區惠來里南部邊界地帶中段。

## 歷史
台灣清治末期至日治初期，溝子墘地區為一街庄，稱為「溝仔墘庄」，隸屬於捒東下堡。該庄西北與惠來厝庄為鄰，北與何厝庄為鄰，東與蔴園頭庄為鄰，南邊為田心庄，西南邊為犁頭店街，西邊為三塊厝庄。
1901年（日治明治三十四年）11月，全台廢縣廳改設二十廳，該庄隸屬於臺中廳。1903年（明治三十六年）6月，該庄編入「犁頭店區」，隸屬於臺中廳。1909年（明治四十二年）10月，合併二十廳為十二廳，犁頭店區隸屬不變。1920年（大正九年），全台地方制度大改正，廢十二廳改設五州二廳，該庄改制並雅化為「溝子墘」大字，隸屬於臺中州大屯郡南屯庄。
戰後土庫劃入西區，隸屬於臺灣省轄臺中市，大字亦改制為里。2010年12月，臺中縣市合併為直轄臺中市，西區隸屬不變。

## 聚落
本地區發展較早的聚落為溝仔墘、謝厝庄，在日治期初期的官方地圖上已有記載。

## 學校
- 惠文高中（北半部）
- 臺中特殊教育學校（東北大半部）
- 大業國中
- 東興國小（西南大半部）
- 大新國小（北半部）

## 運動休閒
- 文心森林公園（北大半部）

## 廟宇
- 水安宮